# История почты и почтовых марок Маршалловых Островов
История почты и почтовых марок Маршалловых Островов описывает развитие почтовой связи в Республике Маршалловы Острова, тихоокеанском государстве в Микронезии, ассоциированном с США, со столицей в Маджуро, которое было колонией Германии (1886—1914), под оккупацией Японии (1914—1920), под опекой Японии (1920—1945) и США (с 1947).

## Развитие почты
С 1885 года Маршалловы острова стали колонией Германии. Первое почтовое отделение было открыто там в 1888 году. В 1889 году на островах начала работать германская колониальная почта.
В сентябре 1914 года Маршалловы острова были заняты новозеландскими войсками. Затем они перешли под управление Японии.

## Выпуски почтовых марок

### До обретения независимости

#### Колония Германии

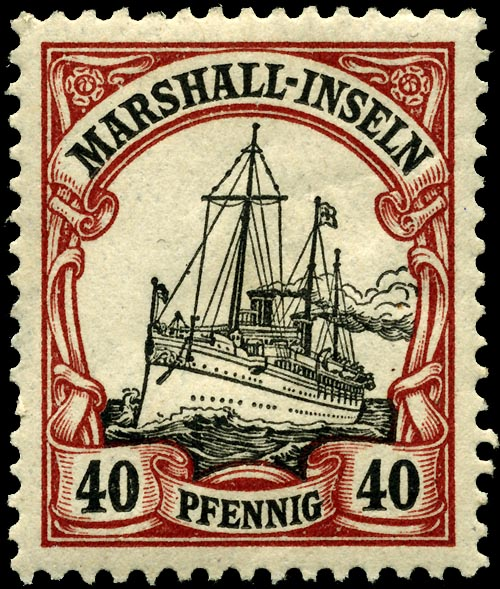
Почтовая марка германского выпуска «Яхта „Гогенцоллерн“» номиналом 40 пфеннигов, 1901 г.

Первыми почтовыми марками в обращении на Маршалловых островах стали почтовые марки Германии в 1888 году, это были общие выпуски Германской империи, причём те из них, которые прошли почту на островах, можно признать только по оттиску почтового штемпеля.
Почтовые марки Германии с надпечаткой для Маршалловых островов вышли в 1897 году: это были общие выпуски Германской империи с надпечаткой нем. «Marschall Inseln». В 1899 году были эмитированы новые почтовые марки, на этот раз с надпечаткой правильного названия: «Marshall Inseln». Почтовыми марками Германских Маршалловых островов также можно было франкировать почтовые отправления на Науру.
В 1901 году в обращении появились германские марки колониального типа (выпуска «Яхта „Гогенцоллерн“»).
Выпуск почтовых марок продолжался до 1919 года, даже уже после японской оккупации Маршалловых островов, но выпущенные после 1914 года марки продавались только в филателистическом отделе в Берлине.
В 1914 году на почтовых марках Маршалловых островов была сделана надпечатка «G.R.I.» (аббревиатура от англ. «George Rex Imperator» («Георг король и император»)). Эти провизории были выпущены в Германской Новой Гвинее австралийскими оккупационными войсками и находились в обращении не на Маршалловых островах, а только на территории Германской Новой Гвинеи.

#### Под управлением Японии
После Первой мировой войны, в пределах подмандатной территории, с 1914 года по 1944 год в обращении на островах были почтовые марки Японии.

#### Под управлением США
Маршалловы острова стали частью подопечной территории ООН в Тихом океане в 1947 году, и до 1984 года там в обращении были почтовые марки США.

## Независимость
Маршалловы Острова выпускают почтовые марки с момента обретения почтовой независимости в 1984 году.
Первые собственные марки нового государства были эмитированы в честь получения почтовой независимости 2 мая 1984 года. В июне того же года в почтовые обращение поступили стандартные и авиапочтовые марки.
С тех пор выпуск почтовых марок этого микронезийского государства осуществляется на регулярной основе. Почтовые марки Маршалловых Островов до сегодняшнего дня представляют собой сочетание выпусков национальной тематики и значительного числа тематических выпусков, ориентированных на рынок коллекционеров тематической филателии.